# Lèagre (mitologia)
Lèagre (en grec antic Λεάγρος) va ser, segons la mitologia grega, un aliat de l'heràclida Temen.
Juntament amb el seu amic Ergieu, descendent de Diomedes, i instigat per Temen, van robar el Pal·ladi que es conservava a Argos. Més endavant Lèagre es va barallar amb Temen i va anar a oferir l'estàtua als reis de Lacedemònia. Aquests reis van acceptar contents la relíquia, ja que qui la tingués podia considerar la seva ciutat com a inexpugnable. La van instal·lar a la rodalia d'Esparta, prop del santuari de les Leucípides. Un oracle els va aconsellar que posessin un vigilant al Pal·ladi, i que havia de ser un dels que l'havien robat. Els lacedemonis van erigir al costat un temple dedicat a Odisseu, que per a ells era com un heroi propi gràcies a l'origen espartà de Penèlope.